# 黒瀬尚彦
黒瀬 尚彦（くろせ なおひこ、1957年10月22日 - ）は、岡山市在住の歯科医、音楽家。

## 経歴
岡山県立岡山大安寺高等学校、日本歯科大学卒。
中学時代にギターを始める。日本歯科大学在学中の1979年、ムーンライダーズとあがた森魚のみをトリビュートするバンド、架空楽団を結成し、ギターを担当する。2006年に日比谷野外音楽堂で行われたムーンライダーズのデビュー30周年記念ライブでは、架空楽団を率いてオープニングアクトを務めた。
地元岡山では、歯科医院を経営するかたわら、ギタリスト兼ボーカリストとして、「スプリングカムカム」などのバンドを主宰し、積極的に活動を展開。1960年代後半から70年代にかけての日本のロック、フォーク、アメリカン・ロックに造詣が深く、前述の2組の他、はっぴいえんど、はちみつぱい、アングラ・レコード・クラブ（URC） - ベルウッド・レコード系などを敬愛している。